# 王宗宪
王宗宪（?—?），中國五代十国時代人物，前蜀高祖王建的义子。
王宗宪本来姓许，事奉王建为义子，王建给他赐姓名王宗宪。唐昭宗天复初年，王宗宪官至镇江军节度使。镇江军节度使的治所在夔州（今重庆市奉节县东）。